# 2007年希腊森林大火
2007年希腊森林大火是2007年夏天在希腊南部各地发生的一系列山火事件。最具破坏性的一次发生在8月23日，大火迅速蔓延，直至9月上旬才被扑灭。大火主要影响了伯罗奔尼撒西部和南部，以及埃维亚 的南部。仅8月份的大火就导致67人死亡。而整个夏天的大火总共导致84人丧生，其中有一些是消防员。
这一系列大火中，一部分是因故意纵火而引发，而其他的则是由于意外造成的。持续的高温，尤其是三次连续的超过40摄氏度的热浪，以及前所未有的干旱则是大火频发、火势难以控制的原因。从6月末至9月初，整个希腊共报告了超过3000起森林火灾，有9人在6月至7月的大火中丧生。
森林、橄榄园和耕地的过火面积达2700平方千米，是50年以来最严重的。其中，1500平方千米是希腊南部的森林。很多房屋也被大火吞噬：共有1000座住宅和1100座其他建筑被烧毁，还有数百座建筑被烧坏。

## 时间线

### 6月

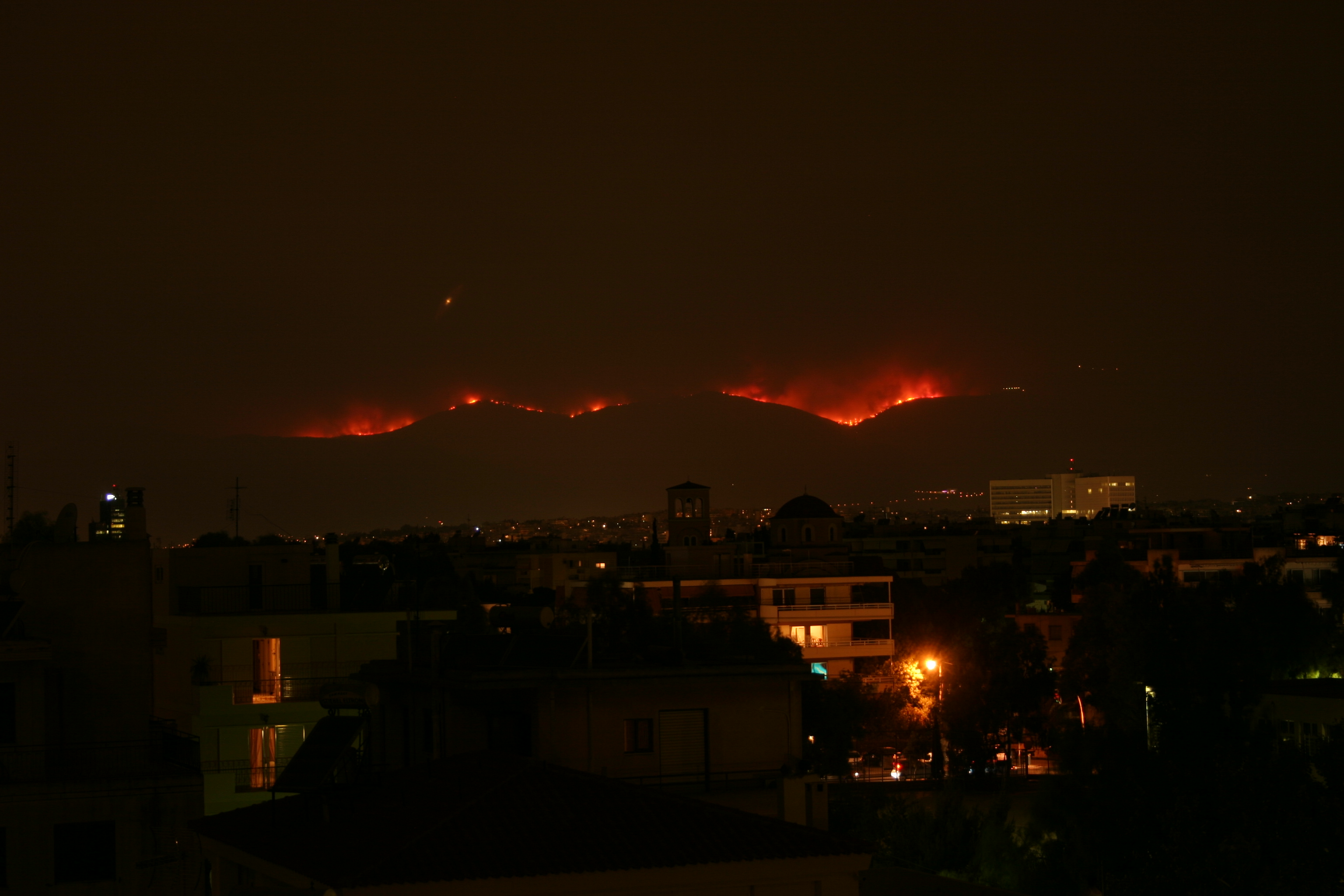
从雅典北部看帕里萨国家公园的火势

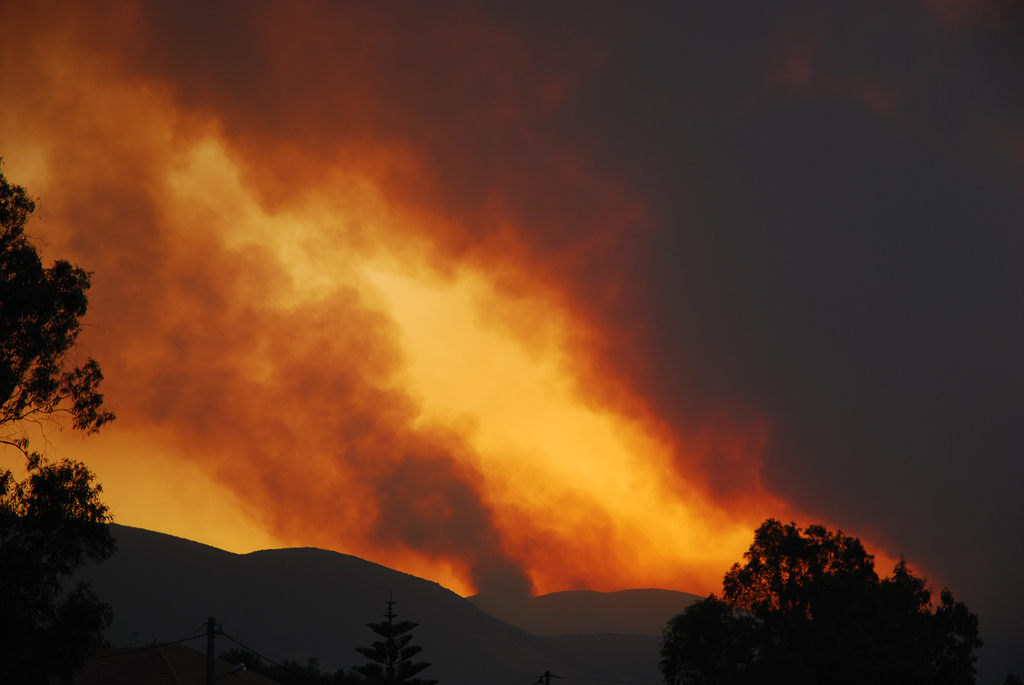
7月下旬扎金索斯岛上的大火

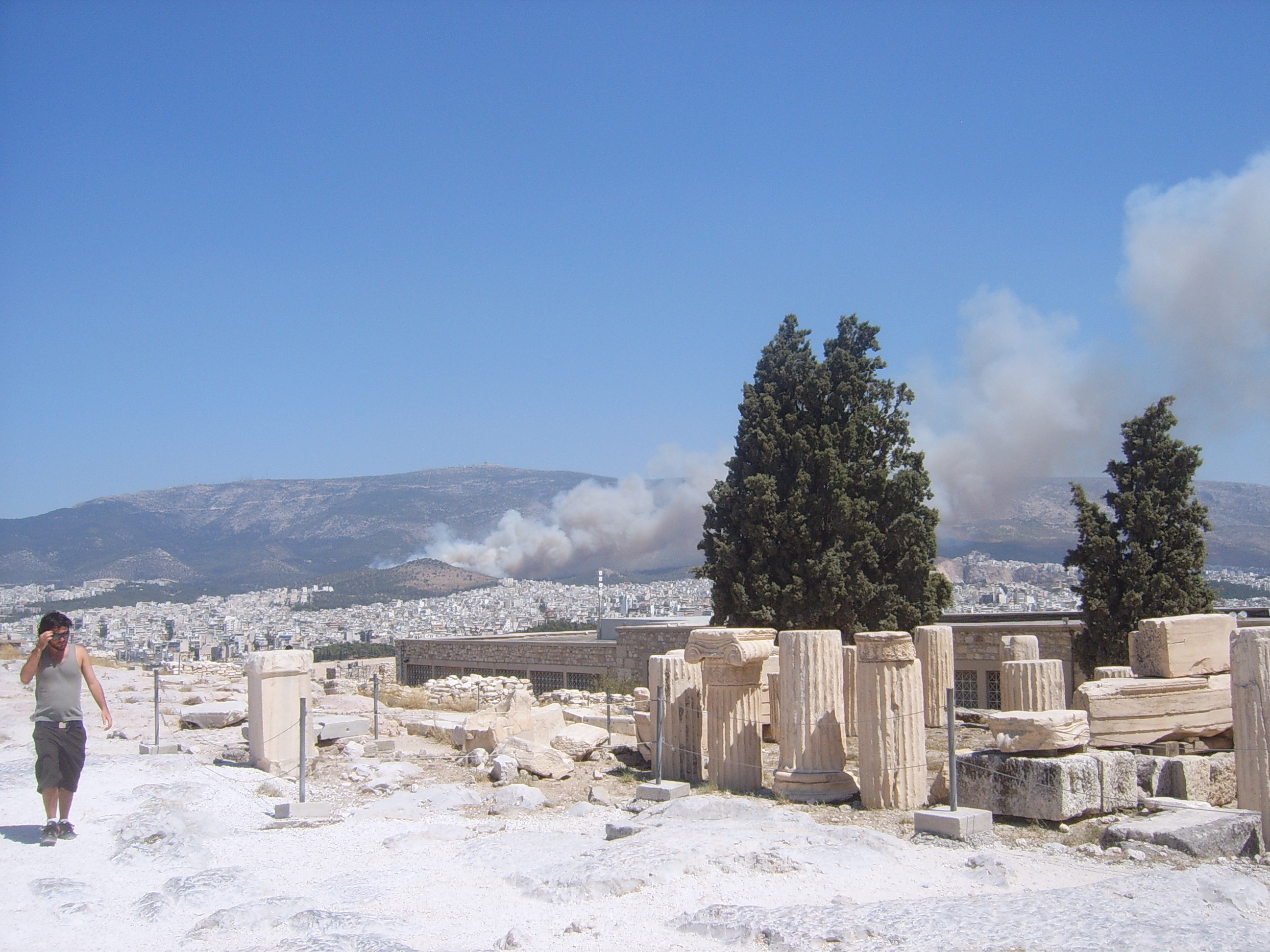
7月16日雅典郊区的森林火灾

第一次大型火灾发生在2007年6月28日。这次火灾的起因可能是输电铁塔的爆炸，或者是人为纵火。这次大火导致帕尼萨国家公园大部分被烧毁，而且在数日之内烧毁了希腊森林的核心区域，森林过火面积达63.6平方千米。帕尼萨的山区总过火面积达到153.8平方千米。这是自1995年7月以来阿提卡最大的一起山火。
这次山火造成了出乎意料的巨大破坏。希腊的环境研究称，雅典附近的小气候会在夏季明显变暖，而且雅典北部郊区将会面临洪水的巨大威胁。因为被称为“雅典之肺”的帕尼萨山被严重烧毁，所以整个城市和当地的动植物将会体验到大火带来的后果。其他受到影响的地区包括皮利翁山、阿伊亚、迈利维亚、斯考塔、达夫尼和派力。

### 7月
2007年7月11日，一场火灾在斯基亚索斯岛的圣帕拉斯凯维附近的一座垃圾场燃起，并扩大至全岛。当地居民和旅游者被迫转移至附近的岛屿，并在大火被扑灭之后返回。截至2007年7月15日，希腊各地共报告了超过100起火灾，起火的地区包括雅典附近的科拉诺、伯罗奔尼撒、爱琴海上的安德罗斯岛、埃维亚岛 、莱斯沃斯岛、萨摩斯岛、克里特岛，以及凯法利尼亚岛。
在7月20日，伯罗奔尼撒艾伊奥附近山区爆发了一场大火，火势迅速蔓延至迪艾科普图和阿克拉塔，烧毁了大量的森林和耕地。同时，很多村庄都部分或全部被烧毁，230座房屋和10座教堂化为灰烬，有3个人在大火中丧失了生命。一名26岁的农民和一名77岁的妇女因涉嫌纵火而被逮捕，26岁的农民承认纵火并被判处监禁。

### 8月
8月17日，雅典外郊区又燃起大火。这场大火自彭代利山开始，随后燃向雅典郊区。超过60辆消防车和19辆飞机、直升机和数百名消防员和当地居民投入了灭火工作。梅里西亚、维里西亚和彭代利受到影响。在风停下来之后，大火被扑灭 。
8月24日，伯罗奔尼撒、阿提卡和埃维亚再次发生大火。在伯罗奔尼撒，大火烧毁了许多村镇，并造成60人死亡。其中有6人在阿雷奥波利斯丧生。在火灾最严重的扎哈罗至少30人被消防员发现被烧死在房屋或汽车里。
希腊总理科斯塔斯·卡拉曼利斯宣布全国进入紧急状态，并向欧盟的其他成员请求援助。很多国家响应了请求并给予了帮助。此外，500名希腊军人被派往发生火灾的地区协助灭火。随后，又有500人的军队被派去应对大火。
8月25日，雅典郊区菲洛塞伊的伊米托斯山发生大火。当地官员称，消防员在起火地区发现很多装汽油的瓶子，因此可以断定这起火灾是故意纵火的结果。因为当时希腊境内同时燃起了20处火灾，所以在伯罗奔尼撒的大火也被认为是纵火造成。8月25日，凯拉泰阿发生两起火灾，东阿提卡专区的马科普洛-迈索加亚斯也发生一起。凯拉泰阿的火灾直到第二天才得到控制，而后一起则很快被扑灭。凯拉泰阿的火焰蔓延了12公里；有一个人被二级烧伤，送往医院。

#### 古奥林匹亚

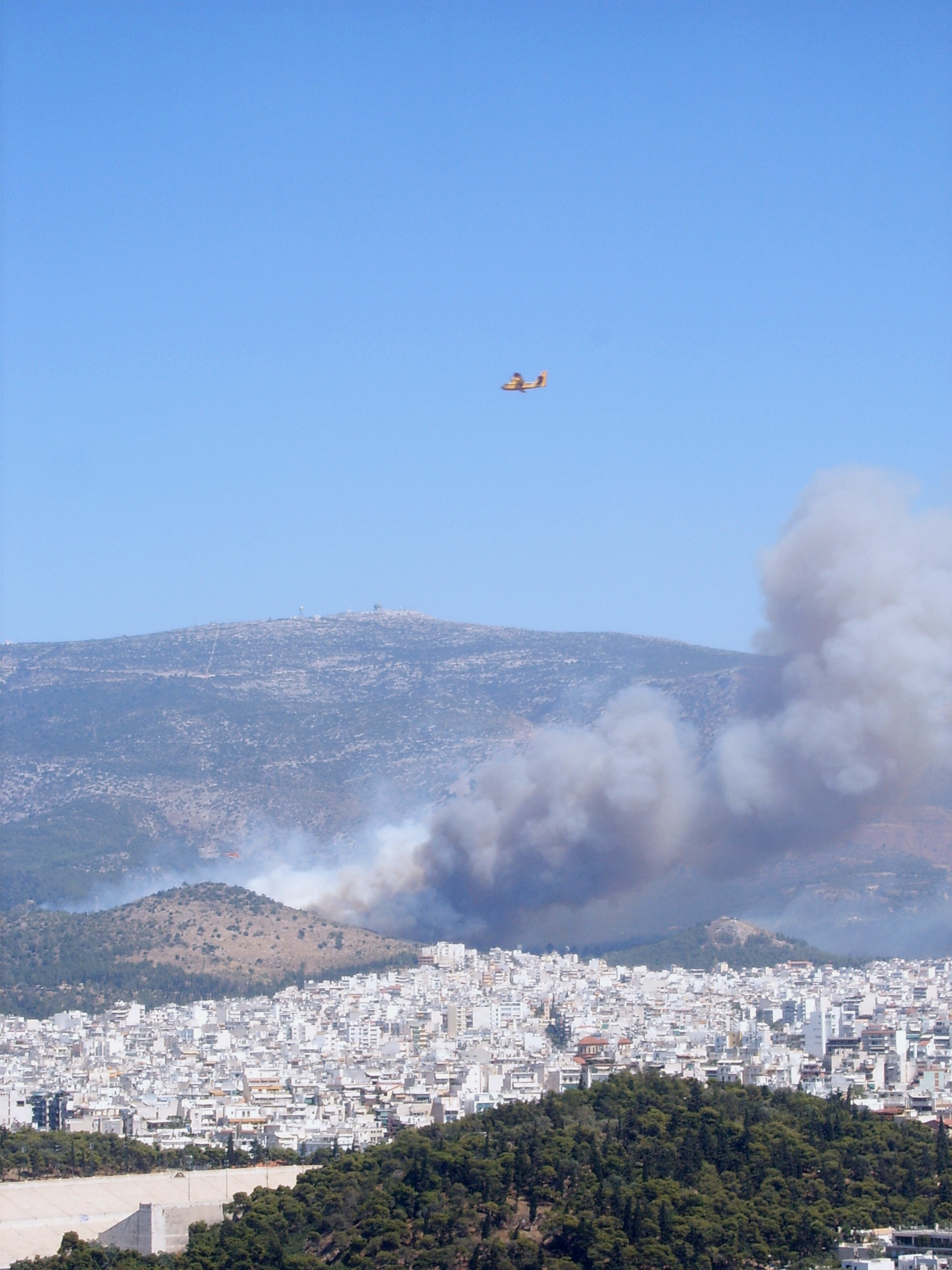
从雅典卫城看到的烟。

世界文化遗产所在地古奥林匹亚的居民在8月26日被紧急撤离。在看到古奥林匹亚遗址一度面临咆哮的烈焰的威胁，但最终幸免于难的时候，很多人留下了眼泪。赫耳墨斯的著名雕像和附近的雕像被搬走保护起来，但是展示雕像的博物馆的院子被大火烧毁。根据时任文化部长的乔治·武尔加拉基斯的声明，古代遗迹没有受到严重的损坏。大火烧遍了附近小山顶上的树林、一片灌木丛和与奥林匹克学院相邻的一片空地。不过，大火没有造成考古博物馆和古建筑的损坏。武尔加拉基斯说：“奥林匹亚考古区及附近区域完好无损”（"The wider archaeological space of Olympia remains intact,"）。
虽然文化部长做出了声明，但是在8月26日，火灾对奥林匹亚带来的损害被证实比文化部长所说大得多：克罗诺斯圣山被烧得一干二净，只剩一片黑色的灰烬。人们将尽快重新在这座山上种树。新任文化部长米哈利斯·利亚比斯说，克罗诺斯圣山上将种下3200株灌木和树苗，以恢复圣山原来的样子。

### 9月
9月初，大火继续蔓延。在9月1日，消防员仍在伯罗奔尼撒与猛烈的大火对抗。三处火场仍未扑灭，阿卡迪亚和拉科尼亚境内的帕尔农山受到影响。在随后的9月3日，韦尔米翁山发生雷击，造成一起火灾，但是火势迅速被消防人员控制。9月5日，死亡人数攀升到67人，到9月21日达到68人。

## 国际援助

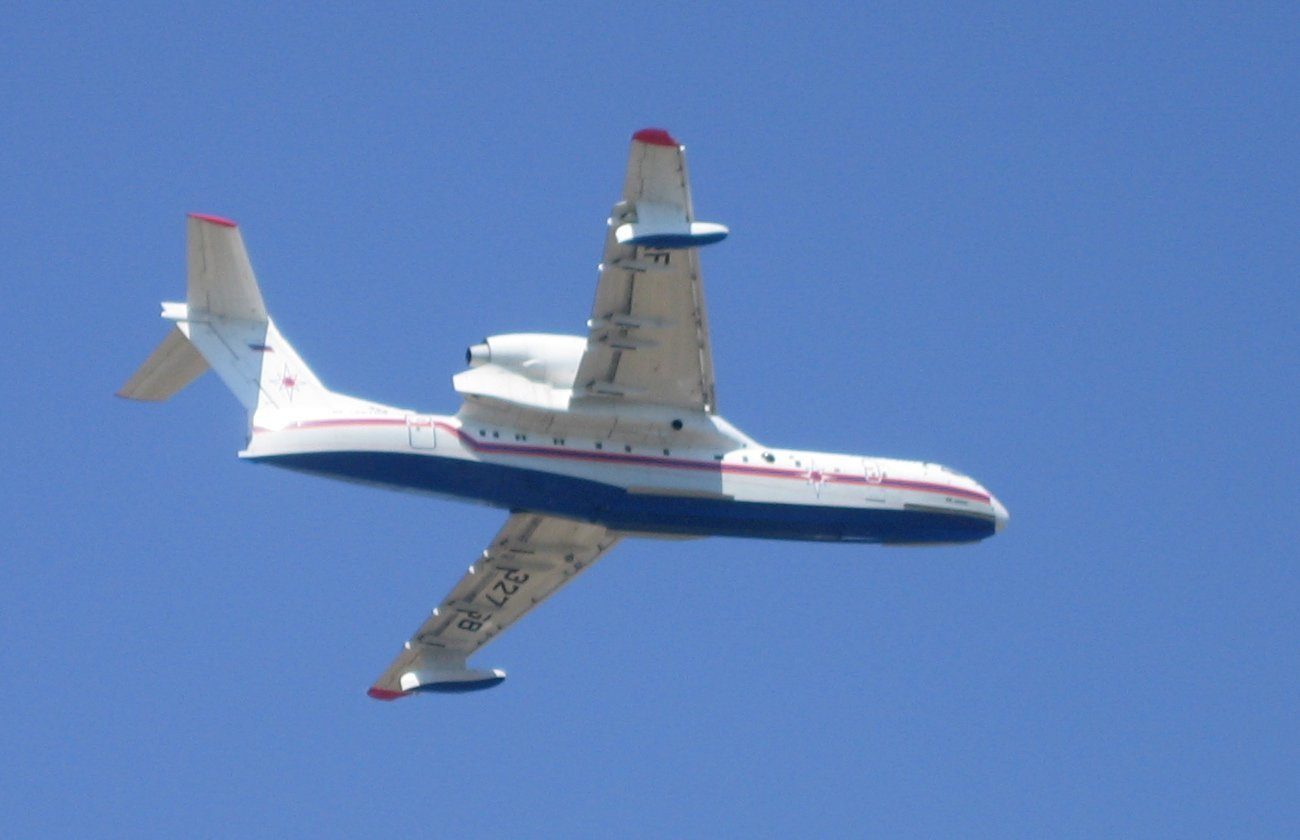
一架在雅典参与灭火的俄罗斯别-200飞机。

在8月大火发生的时候，总理科斯塔斯·卡拉曼利斯向欧盟其他成员国发出了援助请求。以下国家伸出了援手：
- 奥地利：两架直升机，两架飞机，一架运输机和20位消防员。[30]
- 加拿大：来自艾伯塔和马尼托巴的四架加拿大飞机公司CL-215型洒水飞机和两架侦察机，以及来自不列颠哥伦比亚的一架马丁战神洒水飞机、和一架塞斯纳L-19侦察机，但是没有被希腊政府接受。[31]
- 克罗地亚：两架加拿大飞机公司CL-415型灭火机。[30]
- 赛普勒斯：12辆消防车，98名消防员和29名民防人员。[30][32]
- 捷克：一架直升机及其5人乘员组，被拒绝。[30]
- 丹麦：6辆可以爬陡坡的越野消防车。[30]
- 芬兰：三架直升机，25名消防员，[30] 和2-3名森林灭火专家[33]。由于设备不适合工作而被谢绝，但是芬兰在接下来的重建工作中进行了帮助。
- 法国：4架加拿大飞机公司CL-215型飞机，60名可以操作直升机的消防员、6辆消防车。[30][32][34]
- 德国：三架CH-53直升机。[30][32]
- 匈牙利：两辆消防车、18名消防员、一名医生和一些装备。[30]
- 以色列：3架直升机和55名消防员。[32][35]
- 意大利：一架加拿大飞机公司灭火飞机。[30][32]
- 荷兰：三架欧洲直升机公司AS-532型灭火直升机和27人乘员组。[30][32]
- 挪威：一架贝尔214型灭火直升机。[30][32][36]
- 葡萄牙：一架加拿大飞机公司CL-215型飞机和6名消防员。[30][37]
- 罗马尼亚：一架米-17直升机、9人乘员组和一架飞机。[30][32]
- 俄罗斯：五架卡-27直升机、6架米-26直升机、两架米-8直升机和一架别-200飞机。[30][37]
- 塞尔维亚：6架M-18和一架安-2飞机，6辆越野消防车和55名消防员。部队随时准备援助。诺维萨德市派遣了11名消防员的队伍。[38][39][40]
- 斯洛维尼亚：一架灭火直升机。[30][32]
- 西班牙：两架加拿大飞机公司CL-215型飞机。[30][32][41]
- 瑞典：一架贝尔-205直升机[42]
- 瑞士：四架超级美洲豹直升机[30]
- 土耳其：一架飞机。[43]

## 后续

### 纵火案
时任希腊公共秩序部长的拜伦·波利多拉斯说，由于很多火灾同时发生，而且发生在隐蔽的地区，所以大火可能是恐怖袭击的结果。他还认为，整个国家面临着一场不对称战争——这是一个用来形容恐怖袭击的名词。
虽然部分火灾是因自然原因发生的，但是很多明显是人为的。纵火者可以以此绕过希腊关于限制森林区房地产开发的法律，并从希腊不完全的土地登记制度中获利。希腊纵火案的线索开出了高额悬赏金。
希腊警方声称逮捕了三名纵火者：一名65岁的来自艾里奥波利斯的男性被指控纵火及谋杀——纵火杀死6人。此外，在卡瓦拉北部，两位青年人因涉嫌纵火被拘留。希腊政府发言人奥多洛斯·鲁索普洛斯在8月27日证实，61人因纵火被逮捕，其中有7人仍在羁押。
在8月27日，泛希腊社会主义运动领导人乔治·帕潘德里欧指称政府暗示他的政党参与了纵火，并向总理要求拿出证据。很多批评指向了政府，认为政府应对火灾不力，奚落政府无能，在9月又把矛头转向了政府默许被焚毁地区的房地产发展。

### 影响
8月25日，希腊足协因大火决定推迟该周的希腊超级联赛开幕式，议会选举的前期活动被暂停，但由于希腊宪法不允许，投票没有推迟。
大火造成的破坏预计将对当地的经济造成很大影响。最初预计的直接经济损失达15亿欧元。后来这个数字上升到了20亿欧元。包括农业和旅游业损失在内的长期经济影响预计将达到50亿欧元，甚至更高。
奥林匹亚受破坏的情况可能影响到2008年夏季奥林匹克运动会的点火仪式的照常举行。希腊奥委会警告说如果推迟重新造林，就会影响仪式的举行，它说，“除非奥林匹亚被彻底改善，否则奥林匹亚的形象将会伤害到希腊。”（Unless it drastically improves in the coming period, (Olympia's) present image will constitute global defamation for Greece.）

### 经济援助

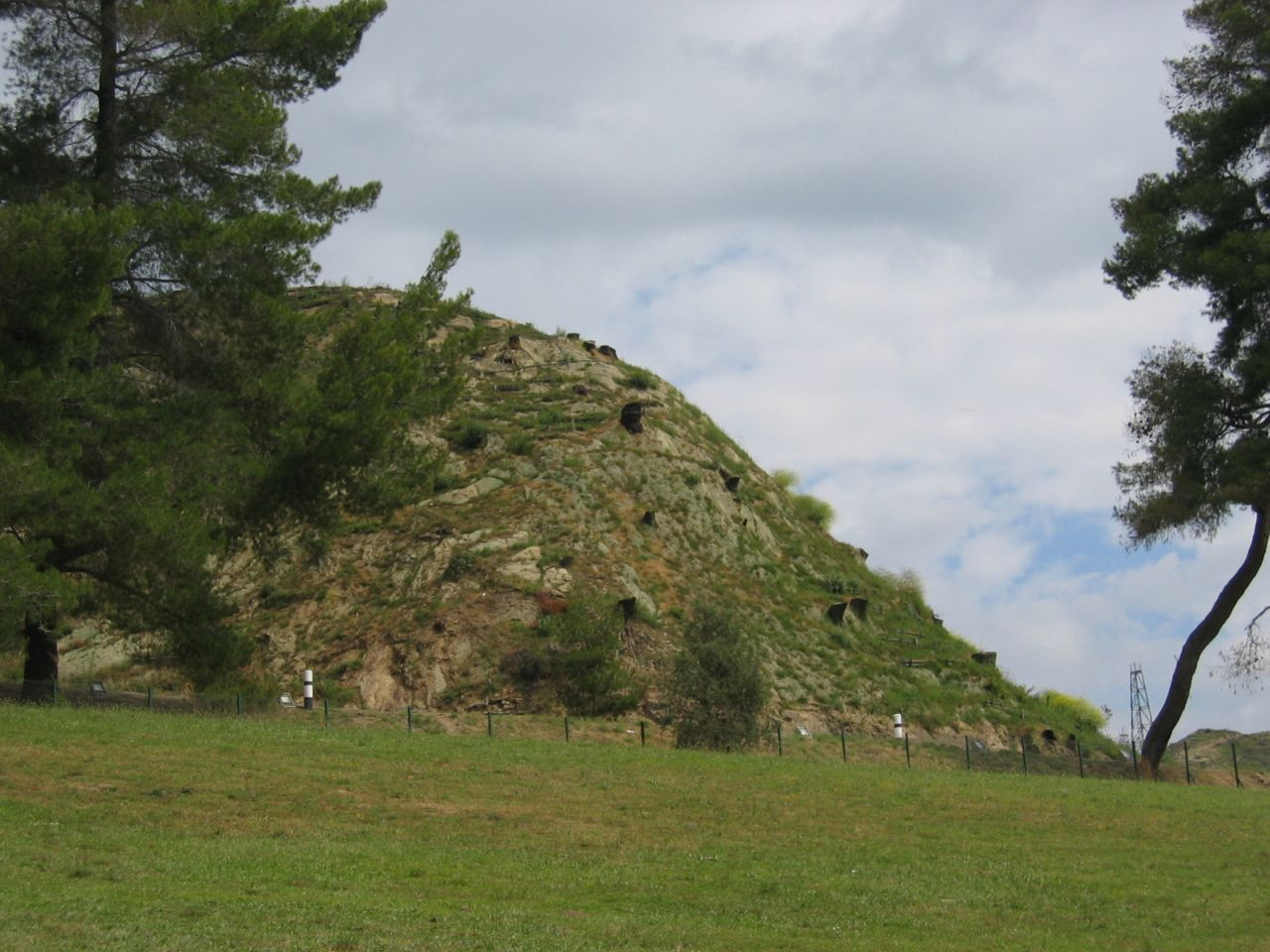
2008年5月的科诺斯圣山。

由于此次森林大火造成了前所未有的破坏，希腊的很多主流银行、商业机构、和地方政府拿出了很多资金来帮助受灾地区的人民和商业贸易。希腊政府在所有的希腊银行中都开设了特别帐户，以接受来自全世界的捐款。此外，欧盟也对希腊进行了经济援助。希腊也受到了自然方面的援助，例如来自土耳其一座城市的橄榄树。希腊政府计划花费6亿457万欧元以恢复重建被大火烧毁的区域。这些资金将由欧盟和希腊政府共同承担。希腊政府将1.5亿欧元用于帮助受灾地区的人们重建住宅和其他建筑。这种没有官僚作风的快速反应让希腊政府在一年之后作出相反的声明：伊利亚的居民需要返还这笔救助金。反对党在这时趁机指责政府利用救助金“购买”议会选举的选票。
塞浦路斯政府和J&P AVAX公司宣布要重建阿尔泰米扎。他们已经签署了850万欧元的合同，包括80座建筑，其中48座为居民建筑。这个项目的总耗资预计将达到1450万欧元。
2008年2月20日，欧洲足球联合会主席迈克尔·普拉蒂尼向希腊足协捐赠了一百万瑞士法郎的支票以帮助重建因火灾而受损的足球场。
欧盟计划向希腊援助8970万欧元以抵消这次森林大火带来的巨大支出。这笔资金将用于补偿营救行动、临时住所的给养、受灾地区的清理、和基础设施重建所花费的资金。此外，欧盟建立了一支600人的消防员队伍以应对欧洲大陆的火灾。

### 重新造林
希腊政府敦促地方政府尽快开始受灾地区的重新造林工作。科斯塔斯·卡拉曼利斯政府承诺会通过法律首段恢复和保护大火烧毁的森林。大规模的重新造林活动在12月专家研究完成之后开始。这项计划包括预防水土流失和重新造林两部分，重新造林的地区包括阿卡迪亚、阿哈伊亚、伊利亚、科林西亚、拉科尼亚、麦西尼亚和埃维亚 。被完全烧毁的科诺斯圣山将重新种植灌木和树苗。这些植物包括月桂、橡树、橄榄树和其他当地植物。